# Astyanax utiariti
Astyanax utiariti är en fiskart som beskrevs av Vinicius Araújo Bertaco och Garutti 2007. Astyanax utiariti ingår i släktet Astyanax och familjen Characidae. Inga underarter finns listade.